# Saharastaub

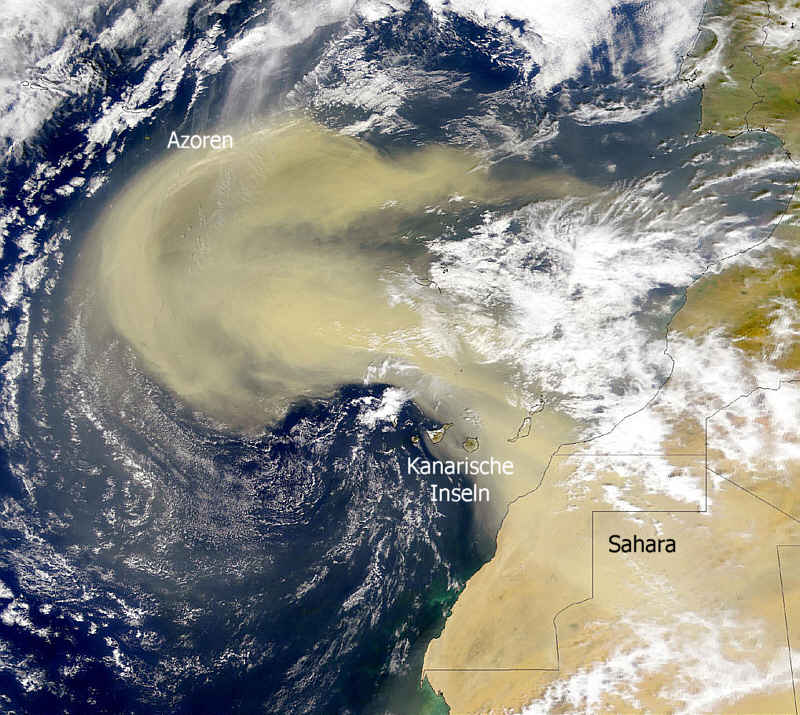
Satellitenaufnahme: Saharastaub-Ausbruch über die Kanaren und die Azoren

Der Saharastaub ist der trockene Staub der Sahara, der vom Wind aufgeweht wird und als Aerosol große Distanzen in der Erdatmosphäre zurücklegen kann.

## Globale Bedeutung
Die Saharawüste ist eine der wichtigsten Quellen für die Verteilung von Mineralstaubpartikeln. Dieser Staub wird über den Atlantik in das Amazonasbecken, zur Karibik und zur nordöstlichen Küste Amerikas, in südwestliche Richtung über die Guineaküste sowie über den Mittelmeerraum nach Europa und den Nahen Osten transportiert.
Heute nimmt man beispielsweise an, dass etwa der nährstoffarme Regenwald des Amazonas primär von der Sahara her versorgt wird. Außerdem wird angenommen, dass die Sahara-Aerosole eine wichtige Rolle als Kondensationskeime über dem mittleren Atlantik spielen und damit einen Faktor in der Entstehung der Hurrikane und dem Verlauf einer Hurrikan-Saison darstellen.
Aktuell wird auch der Einfluss auf die Entstehung der Temperaturentwicklung in den Zielgebieten diskutiert.

## Entstehung

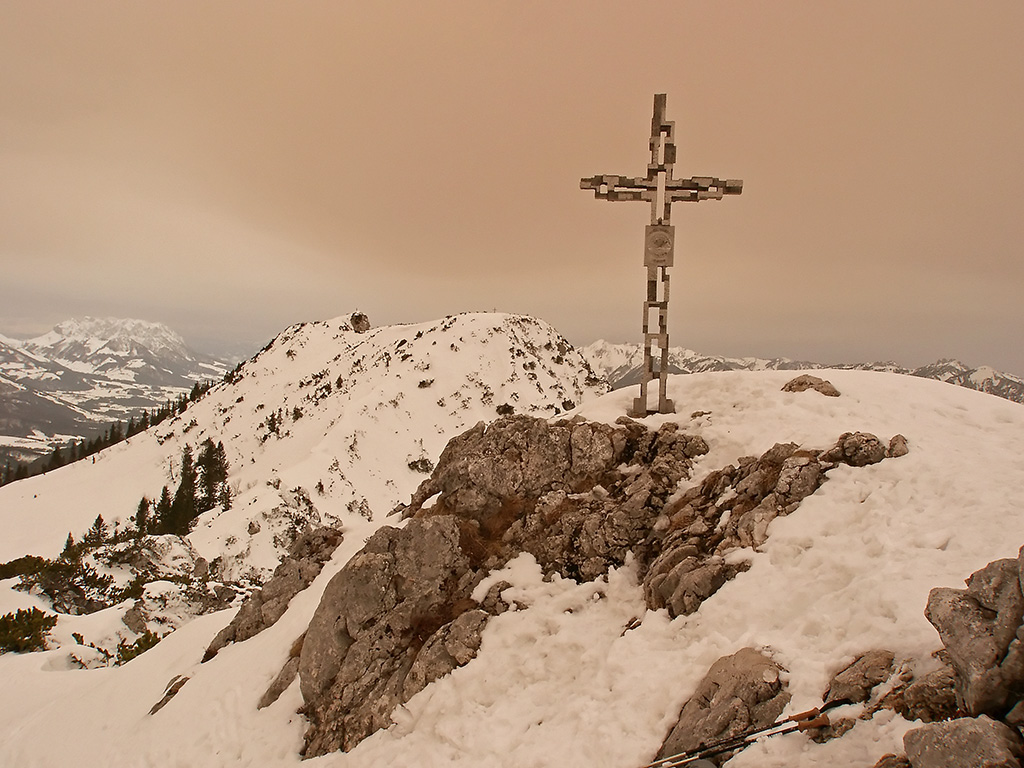
Gipfel der Hörndlwand am 21. Februar 2004. Eine extreme Föhnwetterlage mit Windspitzen bis zu 150 km/h in Verbindung mit einem schweren Sturm in Nordafrika sorgt für einen durch Wüstensand rotgefärbten Himmel in den Alpen.

Die Sahara ist nicht deshalb eine Wüste, weil sie zu nährstoffarm ist, sondern weil sie zu trocken ist. Dort, wo heute die Zentralsahara ist, erstreckte sich bis zum Ende der Eiszeiten (die letzte Kaltzeit endete etwa vor 10.000 Jahren) ein riesiger Süßwassersee. Diese extrem fruchtbare Gegend mitsamt humosem Boden verwandelte sich dadurch, dass Nordafrika in die trockene Kalmenzone geriet, buchstäblich in Staub. Zusätzlich wurden danach durch starke Verwitterung der ungeschützten Oberfläche große Gesteinsmengen zu feinsten Partikeln aufgearbeitet.
Die Faktoren für die Entstehung des Saharastaubes sind die hohen Bodentemperaturen und dadurch entstehenden thermischen Turbulenzen. Durch diese wird der Staub aufgewirbelt und bleibt auch auf Höhen bis zu 5000 m erhalten. Eine Abkühlung des Bodens bewirkt die Entstehung einer Luftschicht, die Staubpartikel (Partikelgröße im Schnitt zwischen 1 μm und 74 μm)
nicht zu Boden fallen lässt. Wenn kein Wind diese Partikel mitnimmt, können sie bis zu sechs Monaten in der Luft verbleiben.

## Meteorologisch-klimatologische Aspekte und Messung
Der Feinstaub der Sahara wird durch die globale Passatwinddrift der Tropen primär und andauernd nach Südamerika verfrachtet, hauptsächlich aber im Winter. An der Guineaküste heißt dieser staubverfrachtende Nordostpassat Harmattan (Harmatta, ‚Dunstzeit‘), über den Kanaren Calima.
Saharastaubereignisse in Europa entstehen durch starke Süd/Südwest-Strömungen vor Mittelmeertiefs (Scirocco und Verwandte), insbesondere, wenn mächtige Kaltluftvorstöße an ihrer Rückseite Stürme nach Nordafrika bringen, und werden durch föhnige Höhenströmungen und Südföhn auch über die Alpen verfrachtet.
Der Wind, der den Staub analog nach Südosteuropa und Vorderasien verfrachtet, ist der Chamsin der Ostsahara.
Dabei erreicht der Staub Höhen von mehreren Kilometern und braucht im Allgemeinen zwischen zwei Tagen und einer Woche, bevor er den Alpenraum erreicht.
Solche Phänomene treten in Zentraleuropa – wie die wetterwirksamen Mittelmeertiefs – vermehrt frühjahrs (März bis Juni) sowie im Herbst (Oktober und November) auf, insgesamt um die 10- bis 30-mal im Jahr, auffallende Ereignisse mit spektakulärerem Himmelsanblick nur ein paar Male jährlich. Sie dauern meist nur wenige Stunden (knapp die Hälfte aller Ereignisse), aber immerhin ein Viertel dauert zumindest einen vollen Tag, was jährlich am Alpenhauptkamm etwa um die 200–650 Stunden Immissionsdauer ergibt. Die Staubmenge beträgt durchschnittlich um die 1 µg pro m³ und h. Insgesamt trägt der Saharastaub im Jahresmittel ein Viertel zur gesamten Aerosol-Massenkonzentration im Hochgebirge (Messpunkt Jungfrau) bei, während er beispielsweise in Hamburg keinen nennenswerten Anteil mehr hat.

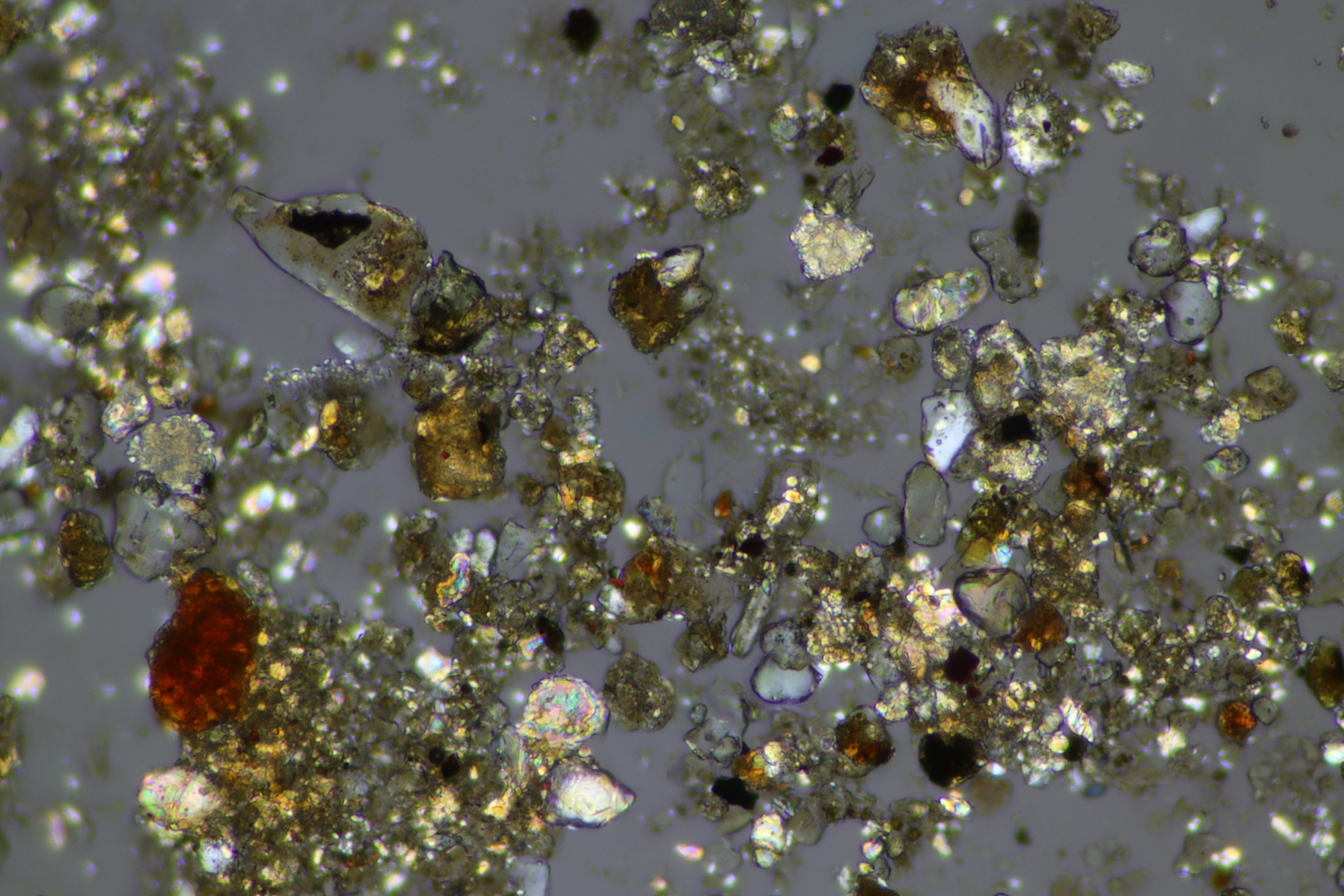
Saharastaub, niedergegangen am 7. Februar 2021 in Thüringen
(Mikroskopische Aufnahme im polarisierten Licht)

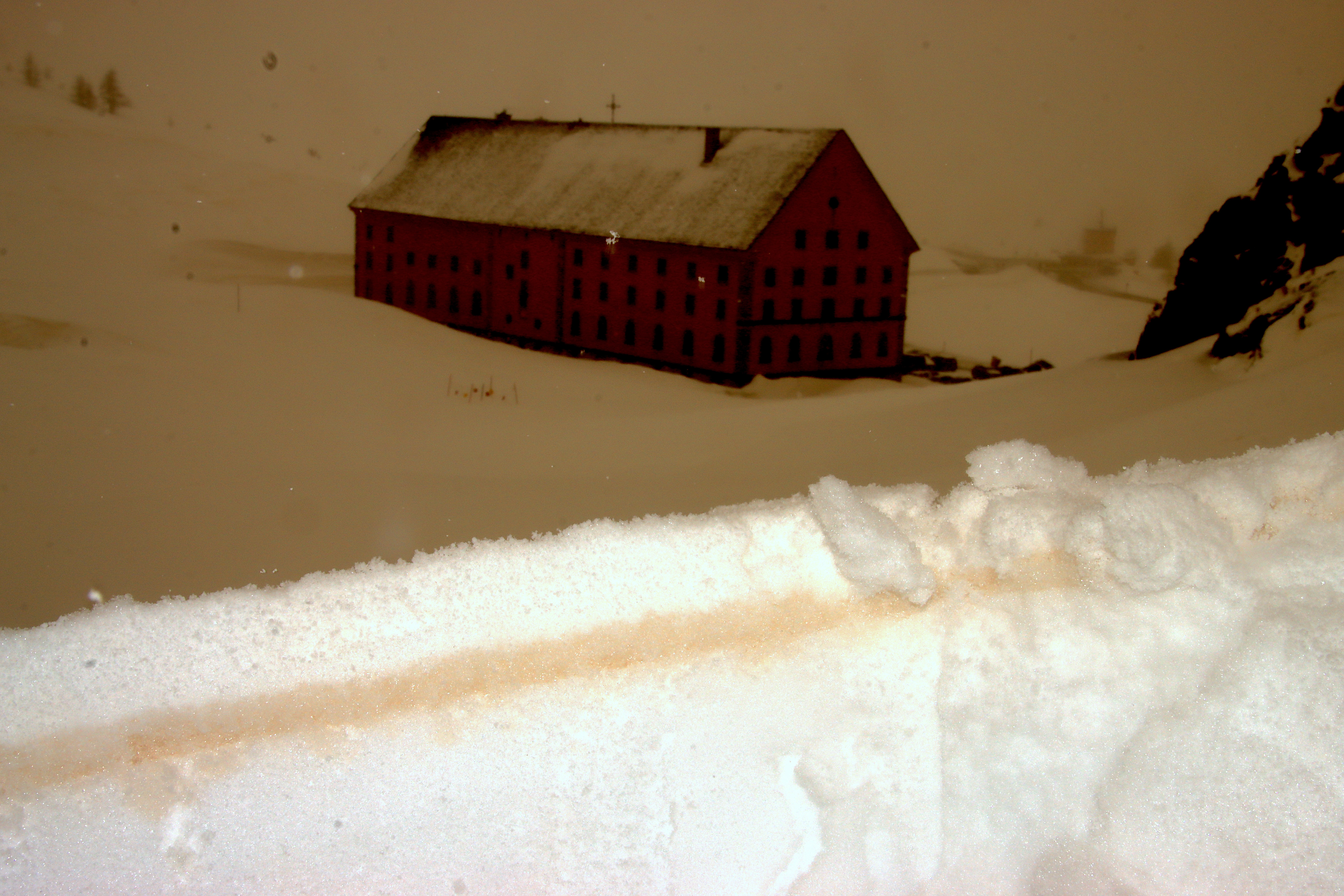
Eine Schicht Saharastaub im Schnee auf dem Simplonpass (das Simplon-Hospiz)

Die eisenreichen Staubteilchen können bei Niederschlag deutlich rostbraune Ablagerungen hinterlassen, weshalb sich historisch die Bezeichnung „Blutregen“ für solche Ereignisse findet.
Im 19. Jahrhundert wurde ein Staubring in der Atmosphäre um die ganze Erde als Quelle vermutet, erst mit Untersuchungen eines mächtigen Staubsturmes vom 9. bis 12. März 1901 konnten G. Hellman und W. Meinardus die Ursachen abschließend klären.
Heute kann das Herkunftsgebiet durch Trajektorienanalysen (Rückrechnung der Strömungsverläufe) recht genau ermittelt werden.
MeteoSchweiz betreibt seit 2001 auf der hochalpinen Forschungsstation Jungfraujoch kontinuierliche Messungen des Staubniederschlags, womit inzwischen eine aussagekräftige Zeitreihe vorliegt. Gemessen werden kann der Staub auch mit LIDAR-Instrumenten, indem die Einfachstreualbedo (single scattering albedo) bezüglich eines Laserstrahls registriert wird. Dazu betreibt die MeteoSchweiz Messungen in der aerologischen Station in Payerne.
Die österreichische Zentralanstalt für Meteorologie und Geodynamik (ZAMG) erstellt Saharastaubprognosen für Europa auf Basis des WRF-Chem-Modells, dessen Daten online zur Verfügung stehen.

## Verteilung der Nährstoffe

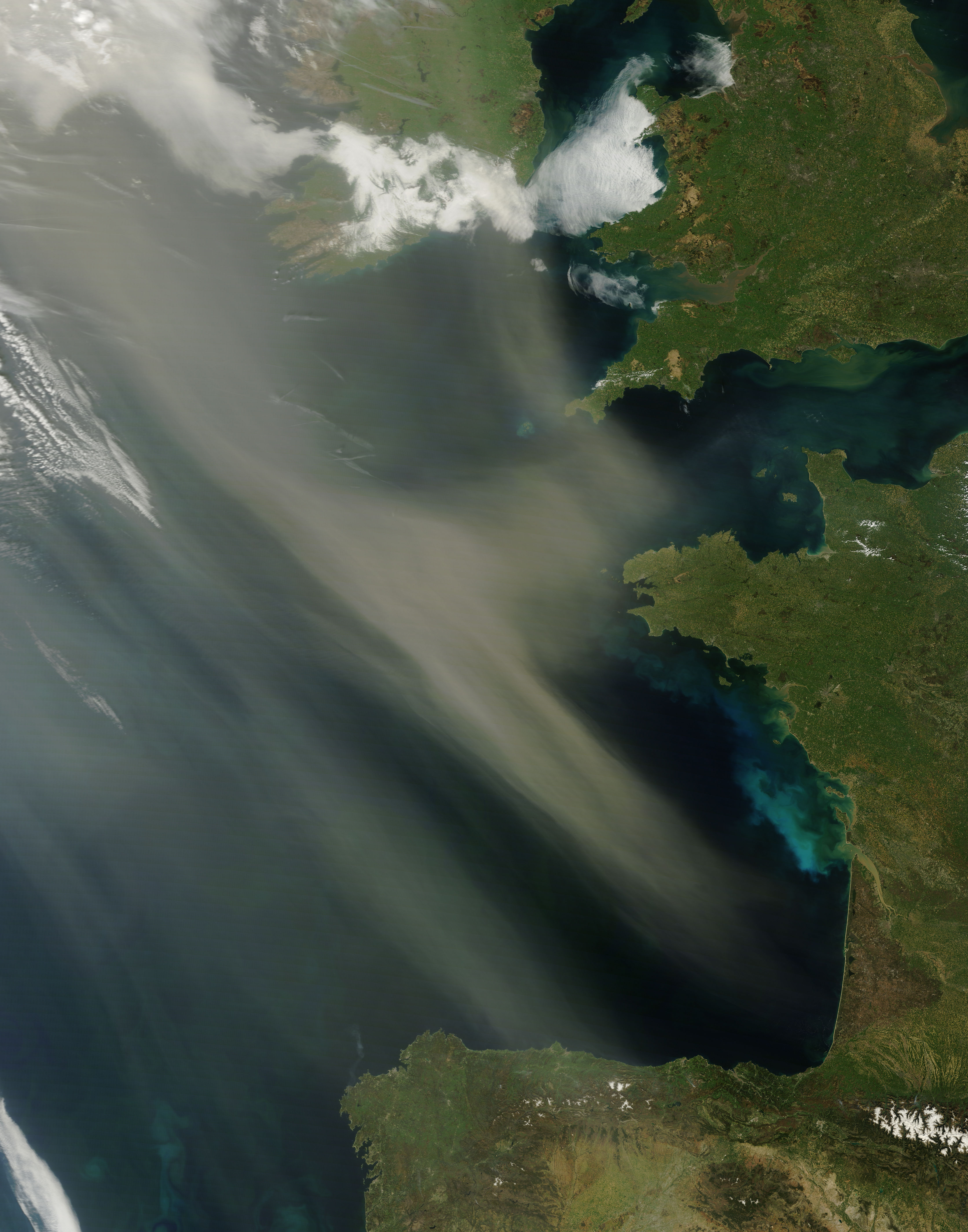
Saharastaub über Biscaya und Keltischer See

Rund 500 Millionen Tonnen Staub werden jedes Jahr in der Sahara produziert. Durch den Anteil an Nährstoffen wie Calcium und Magnesium spielt der Saharastaub eine Rolle bei der Versorgung der Wälder. Beispielsweise erreichen jährlich 40 Millionen Tonnen Staub die Regenwälder des Amazonas. Aber auch auf der Iberischen Halbinsel liefert der Saharastaub einen wichtigen Beitrag zur atmosphärischen Düngung.

## Auswirkung auf die Gesundheit
Menschen mit einer Atemwegserkrankung leiden unter Saharastaub. Die feinen Staubpartikel können für eine Entzündung und Reizung der Atemwege sorgen. Dies kann zu Symptomen wie Halsschmerzen oder Husten führen. Die Atemwegserkrankung Asthma kann sich bei Personen während dem Einatmen von Saharastaub noch verschlimmern.